# أنتتي هاكينن
أنتتي إدوارد هاكينن (بالفنلندية: Antti Häkkänen) (من مواليد 16 يناير 1985 في بلدة Mäntyharju، فنلندا) هو سياسي فنلندي ووزير العدل سابقًا ويمثل حزب الائتلاف الوطني. وقد عمل كعضو في البرلمان منذ 22 أبريل 2015. وفي 5 مايو 2017، بدأ عمله كوزير العدل في حكومة يوها سيبيلا، وانتهى في 6 يونيو 2019.

## العمل
تخرج هاكينن من جامعة هلسنكي بدرجة ماجستير في القانون. 
وقد خدم في «مجلس مانتيهارجو» من عام 2009.  كما تم انتخابه كقائد لحزب التحالف الوطني للشباب في عام 2011 للفترة 2012-2013. 
رشح حزب الائتلاف الوطني هاكينن كمرشح لانتخابات البرلمان الأوروبي 2014 لكنه لم يحصل على ما يكفي من الأصوات.  في الانتخابات البرلمانية الفنلندية عام 2015 ، تم ترشيحه في الدائرة الجنوبية المكونة حديثا من جنوب شرق فنلندا، وأصبح نائبًا منتخبًا به 6,212 صوتًا.  
تم انتخاب هاكينن كواحد من ثلاثة نواب لرئيس حزب الائتلاف الوطني في قمة الحزب في يونيو 2016، بعد حصوله على أكبر عدد من الأصوات. 